# Xiyeon
Đây là một tên người Triều Tiên, họ là Park.
Park Jeong-hyeon, có tên khác là Park Jung-hyun (Hangul: 박정현, Hanja: 朴正炫, Hán-Việt: Phác Chính Hiền, sinh ngày 14 tháng 11 năm 2000), (Hangul: 박시연, Hanja: 朴施妍, Hán-Việt: Phác Thi Nghiên), thường được biết đến với nghệ danh Xiyeon, là một nữ ca sĩ, vũ công, rapper người Hàn Quốc. Cô là thành viên nhóm nhạc thần tượng Pristin do công ty Pledis Entertainment thành lập và quản lý nhưng đã tan rã vào đầu năm 2019.
Sau đó cô quyết định rời công ty mình gắn bó hơn 10 năm.

## Tiểu sử
Xiyeon sinh ngày 14 tháng 11, 2000  tại Wonju, Hàn Quốc. Tên khai sinh của cô là Park Jung-hyun (박정현), nhưng trước khi tham gia Produce 101 cô đã đổi tên thành Park Si-yeon. Cô có 1 em trai và 1 em gái.
Cô trở thành thực tập sinh của Pledis Entertainment kể từ năm 2008.
Xiyeon từng học trường Tiểu học Seoul Doseong, trường Trung học Yeoksam và hiện đang theo học tại trường Trung học Nghệ thuật và Biểu diễn Seoul (khoa âm nhạc).

## Sự nghiệp

### 2010 - 2016: Trước khi ra mắt
Năm 2010, Xiyeon xuất hiện trong "Bang!" của After School, "Aing♡" và "My Copycat" của Orange Caramel, "Love Letter" của Happy Pledis và "I'm Bad" của NU'EST, cũng như đóng vai chính trong một số quảng cáo và phim truyền hình như một nữ diễn viên nhí.
Cuối năm 2015, cô cùng với các thành viên cùng nhóm Nayoung, Kyul Kyung, RoA, Rena, Yuha, Eunwoo tham gia vào chương trình tuyển chọn thực tế Produce 101. Cô bị loại ở tập 10.
Ngày 27 tháng 6 năm 2016, cô tham gia vào đĩa đơn pre-debut "WE" của Pledis Girlz.

### 2017 - 2019: Ra mắt với Pristin
Sau hơn 7 năm thực tập, ngày 14 tháng 3 năm 2017, Xiyeon chính thức ra mắt với Pristin (tên cũ là Pledis Girlz) trong mini-album đầu tiên Hi! Pristin. Cô đảm nhận vai trò nhảy dẫn, hát dẫn và rap dẫn trong nhóm. Cô đã từng làm MC cho chương trình Show! Music Core của đài MBC cùng với Cha Eunwoo (ASTRO) từ ngày 22 tháng 4 năm 2017 cho đến khi cả hai rời đi vào ngày 20 tháng 1 năm 2018. Ngày 24 tháng 5 năm 2019, Pristin tan rã, Xiyeon rời công ty Pledis.

### 2020 - nay: Khởi đầu diễn xuất
Tháng 5 năm 2020, cô thông báo qua tài khoản instagram của mình rằng cô sẽ tiếp tục sự nghiệp của mình như một diễn viên và hoạt động đóng một bộ phim độc lập. Sau đó cô ký hợp đồng với công ty Soo Yeon Kang Entertainment vào tháng 7 năm 2020.

## Danh sách đĩa nhạc
| Tiêu đề | Năm  | Vị trí biểu đồ đỉnh | Giá bán       | Album                  |
| Tiêu đề | Năm  | KOR                 | Giá bán       | Album                  |
| --- | ---- | ------------------- | ------------- | ---------------------- |
| "Love Letter" (với Son Dam-bi & After School bao gồm Yoo Ara, Kim Hyelim (Lime) của Hello Venus, Minhyun & Baekho của NU'EST) | 2011 | 4                   | KOR: 276,337+ | Happy Pledis 2nd Album |

## Chương trình truyền hình

### Phim
| Năm  | Tiêu đề                              | Vai             |
| ---- | ------------------------------------ | --------------- |
| 2004 | Father and Son: The Story of Mencius | Heavy fire baby |
| 2007 | The cut                              | Young Seon-hwa  |

### Truyền hình thực tế
| Năm         | Tiêu đề          | Vai                        | Phát sóng                              |
| ----------- | ---------------- | -------------------------- | -------------------------------------- |
| 2010        | Creating Destiny | Young Sang-eun             | 10/10/2009 - 24/01/2010                |
| 2016        | Produce 101      | Thí sinh                   | 22/01 - 01/04/2016 (bị loại ở hạng 25) |
| 2017 - 2018 | Show! Music Core | MC chính (với Cha Eun-woo) | 22/04/2017 - 20/01/2018                |